# Antonio y Cleopatra (novela)
Antonio y Cleopatra (en inglés, Antony and Cleopatra) es una novela histórica de la escritora australiana Colleen McCullough. Es la séptima y última de la serie Masters of Rome.

## Argumento
McCullough terminó su serie Masters of Rome con la séptima novela, Antonio y Cleopatra. La novela abarca los años 41 a 27 a. C., desde las consecuencias de la batalla de Filipos y el suicidio de Marco Junio Bruto y Cayo Casio Longino hasta la caída del segundo triunvirato, la guerra final de la República romana y cómo Octaviano fue renombrado como Augusto en el año 27 a. C. La novela, que fue la última de la serie de McCullough, se centra principalmente en la famosa historia de amor entre Marco Antonio, vencedor en Filipos, y la reina Cleopatra, anteriormente amante de Julio César.
Este libro es muy diferente al tratamiento que hizo William Shakespeare de estos acontecimientos en su obra de teatro de mismo título; a Cleopatra se la representa no como una mujer de gran belleza, sino más bien una política inepta que ayuda a arruinar la causa de Antonio mezclándose públicamente en asuntos de Estado, y Antonio está, durante gran parte del libro, más enamorado de las riquezas de Cleopatra que de su persona. Cesarión está retratado como un joven con talento e idealista que habría sido más feliz de no haber sido nunca rey, y quien no está satisfecho con los ambiciosos planes de su madre de hacerle gobernante de todo Oriente. Octaviano y su esposa Livia aparecen como una pareja pragmática hasta el punto de ser despiadados, pero no innecesariamente crueles. 

## Personajes enAntonio y Cleopatra

### Figuras históricas notables
- Octaviano (Cayo Julio César, más tarde llamado Augusto), hijo adoptivo de Julio César,
- Cleopatra,
- Marco Antonio,
- Lépido el triunviro,
- Cesarión, hijo de Julio César y Cleopatra,
- Octavia la Menor, hermana de Octaviano,
- Livia Drusila, esposa de Octaviano
- Marco Vipsanio Agripa
- Publio Ventidio Baso
- Sexto Pompeyo Magno Pío
- Herodes
- Tito Pomponio Ático
- Quinto Delio
- Publio Canidio Craso
- Cneo Domicio Enobarbo
- Quinto Salvidieno Rufo
- Tiberio Claudio Nerón
- Mecenas

## Algunas familias famosas del final de la República Romana
- Datos: Q4777264